# Raión de Rozhyshche
Rózhyshche (en ucraniano: Рожищенський район) fue un raión o distrito de Ucrania en el óblast de Volinia. En la reforma territorial de 2020, su territorio fue incluido en el raión de Lutsk.
Comprendía una superficie de 928 km².
La capital era la ciudad de Rózhyshche.

## Demografía
Según estimación 2010 contaba con una población total de 40545 habitantes.

## Otros datos
El código KOATUU es 724500000. El código postal 45100 y el prefijo telefónico +380 3368.